# Lomatium minimum
Lomatium minimum là một loài thực vật có hoa trong họ Hoa tán. Loài này được (Mathias) Mathias mô tả khoa học đầu tiên năm 1938.